# Ольстерсько-шотландська мова

Знання ольстерсько-шотландської мови в Північній Ірландії, за даними перепису населення 2011 року

Ольстерсько-шотландська мова (Ulster Scots, braid Scots, рідше Ullians) — германське наріччя, яким історично мовили шотландські переселенці в Ольстері.

## Походження та генетичні зв'язки
Історично Ulster Scots була діалектом шотландських переселенців в Ольстері і донині виявляє близьку генетичну спорідненість з шотландською рівнинною мовою. Ольстерську мову не слід плутати з ольстерським варіантом англійської мови, який генетично пов'язаний з говірками англійських переселенців, так само як і з мало вживаним ольстерським діалектом ірландської мови.

## Історія
Ольстерське-шотландське наріччя було принесено в Північну Ірландію в XVII столітті, під час масового переселення шотландських і англійських переселенців на територію Ольстера. Довгий час мова ольстерських шотландців залишалася майже тотожною мові жителів нижньої Шотландії, і лише в XX столітті почалося помітне розходження.

## Поширення
Історично Ulster Scots говорили в північних і східних графствах Ольстера — Антрімі і Лондондеррі. У XIX і особливо XX століттях в зв'язку з урбанізацією і відтоком населення з рибальських сіл — головної опори ольстерсько-шотландської мови, вона почала занепадати і забуватися. У 1999 році, за різними оцінками, лише близько 2 % жителів Ольстера говорило на ній як на рідній (число носіїв, за різними даними коливалося від 30-35 тисяч до 100 тисяч).

## Статус і письмова норма
До XX століття ольстерсько-шотландське наріччя сприймалося лише як один з обласних діалектів, хоча на ньому виходили окремі літературні твори. У другій половині XX століття, незважаючи на практичне відмирання Ulster Scots як розмовної мови значно зріс її престиж як місцевої мови, символу ольстерської — але не ірландської — ідентичності. Значну роль в цьому зіграло формування ідеології ольстерського націоналізму. У 1990-і роки були розроблені правила запису та орфографія, з метою зробити письмовий варіант ольстерсько-шотландської говірки «настільки відмінним від англійського (а частково і шотландського), наскільки це можливо». Були створені товариства для її захисту і поширення (Ulster Scots language society, Ulster Scots Agency). Спірним питанням стала його класифікація — більшість лінгвістів як і раніше вважає, що мова може йти лише про ольстерський варіант шотландської рівнинної мови. Так само вона іменована спільною британсько-ірландською комісією з врегулювання ситуації в Ольстері.
Ullians слід розуміти як різновид шотландської мови, історично вживану в частині Північної Ірландії і Донеголла.
Розробляються навчальні програми для Ulster Scots. У різних частинах Ольстера можна побачити дорожні знаки та оголошення, де текст йде паралельно англійською та ольстерсько-шотландською.